# ثوب بن سحمة العنبري
ثوب بن سحمة العنبري العمروي التميمي من فرسان بني تميم وساداتهم وهو من قبيلة بنو العنبر وكان يسمى مجير الطير لانه كان يشفق على الطير ويطعمها وكان يضع السهام على الأرض , فلا يصاد في تلك الأرض شيء من عزته وقوته ومنعته , وكان قد أسر الجواد حاتم الطائي ثم أطلق سراحه  فقال حاتم في مدحه
وكان قومه بني العنبر يفخرون به على العرب فيقولون منا مجير الطير وأكل الخبز وكلاهما من أشراف وسادات العرب .

## نسبه
- ثوب بن سحمة بن المنذر بن الحارث بن جهمة بن عدي بن جندب بن العنبر بن عمرو بن تميم بن مر بن أد بن عمرو بن الياس بن مضر بن نزار بن معد بن عدنان [3]